# 懷斯縣 (維吉尼亞州)
懷斯縣（英語：Wise County）位美國維吉尼亞州西部的一個縣，西北鄰肯塔基州。面積1,050平方公里。根据美國2000年人口普查，共有人口40,123人。縣治懷斯（Wise）。
成立於1856年2月16日。縣名紀念歷任聯邦眾議員、州長的亨利·亞歷山大·懷斯。